# Communauté de communes du Pays-de-Saint-Fulgent
La communauté de communes du Pays-de-Saint-Fulgent est une ancienne structure intercommunale à fiscalité propre française située dans le département de la Vendée et la région des Pays de la Loire.
Créée le 1er janvier 2001, elle disparaît le 31 décembre 2016 à la suite de la création de la communauté de communes du Pays-de-Saint-Fulgent-les-Essarts, entité résultant de la fusion de la communauté de communes avec celle du Pays-des-Essarts.

## Composition
Elle comprend les communes suivantes :
| Nom                     | Code Insee | Gentilé          | Superficie (km2) | Population (dernière pop. légale) | Densité (hab./km2) |
| ----------------------- | ---------- | ---------------- | ---------------- | --------------------------------- | ------------------ |
| Saint-Fulgent (siège)   | 85215      | Saint-Fulgentais | 36,82            | 3 787 (2015)                      | 103                |
| Bazoges-en-Paillers     | 85013      | Bazogeais        | 11,45            | 1 361 (2015)                      | 119                |
| Les Brouzils            | 85038      | Brouziliens      | 41,25            | 2 779 (2015)                      | 67                 |
| Chauché                 | 85064      | Chauchéens       | 41,99            | 2 497 (2015)                      | 59                 |
| Chavagnes-en-Paillers   | 85065      | Chavagnais       | 40,57            | 3 550 (2015)                      | 88                 |
| La Copechagnière        | 85072      | Copechagniérois  | 9,68             | 976 (2015)                        | 101                |
| La Rabatelière          | 85186      | Rabastos         | 8,26             | 961 (2015)                        | 116                |
| Saint-André-Goule-d’Oie | 85196      | Gouldoisiens     | 20,19            | 1 804 (2015)                      | 89                 |

## Compétences
- Aménagement de l'espace communautaire
- Développement économique
- Création, aménagement et entretien de voirie d'intérêt communautaire
- Protection et mise en valeur de l'environnement
- Politique du logement et cadre de vie
- Construction, entretien et fonctionnement d'équipements culturels et sportifs d'intérêt communautaire
- Organisation ou soutien financier à des actions ou évènements culturels et sportifs d'intérêt communautaire
- Petite enfance et  Formation et emploi
- Santé publique
- Étude, création, aménagement, gestion de locaux
- Service de secours et d'incendie

## Administration

### Siège
Le siège de la communauté de communes se situe au 2, rue Jules-Verne, à Saint-Fulgent.

### Présidence
| Période    | Période          | Identité             | Étiquette  | Qualité |
| ---------- | ---------------- | -------------------- | ---------- | --- |
| Hiver 2001 | Avril 2001       | Marie-Thérèse Algudo | UDF        | Maire de Saint-Fulgent (1983-2001) |
| Avril 2001 | Avril 2008       | Jean-Paul Gréau      | DVD        | Maire de Saint-Fulgent (2001-2008) |
| Avril 2008 | 31 décembre 2016 | Wilfrid Montassier   | DVD NC UDI | Maire de La Rabatelière (depuis 2008) Conseiller départemental, élu dans le canton de Montaigu (depuis 2015) Conseiller général, élu dans le canton de Saint-Fulgent (2004-2015) |

## Historique
Depuis 1971, les 8 communes du canton de Saint-Fulgent faisaient partie d’un syndicat intercommunal à vocations multiples (SIVOM) qui a été transformé en district en 1991 puis en communauté de communes le 28 décembre 2000.
Initialement fondée sous le nom de « communauté de communes du Canton-de-Saint-Fulgent », elle devient la « communauté de communes du Pays-de-Saint-Fulgent » par arrêté préfectoral du 4 novembre 2016.

## Identité visuelle

Logotype avant 2015.
Logotype depuis juillet 2015.